# Ficción sobre personas reales
La ficción sobre personas reales o ficción de personas reales (en inglés: Real person fiction o RPF) es un género de escritura similar al fanfiction, pero que incluye a celebridades u otras personas reales.
Antes de que el término «ficción sobre personas reales» se generalizara, los fans utilizaban diversos términos que aún se emplean para géneros específicos o prácticas culturales dentro de la comunidad de RPF; por ejemplo bandfic, popslash, o actorfic. El género incluye historias sobre actores, atletas, comediantes, figuras históricas, músicos, personas de interés periodístico y concursantes de realities, entre otros, así como ficción sobre los propios fans.

## Descripción
En general, los autores parecen adoptar las personalidades públicas de las celebridades en cuestión como personajes propios, construyendo un universo ficticio basado en las supuestas historias reales de sus ídolos. La información de entrevistas, documentales, videos musicales y otras fuentes de publicidad se integra en las historias. También es muy popular escribir ficción sobre parejas de celebridades. Las comunidades de escritores construyen arquetipos colectivos basados en las personalidades públicas de las celebridades. Estas comunidades también desarrollan sus propias éticas sobre qué tipo de historias son aceptables: algunas se sienten incómodas con la ficción slash, o con la mención de las familias reales de las celebridades, o con historias que involucren suicidio, asesinato o violación. Como la mayoría del fanfiction, el género RPF incluye historias de todo tipo, desde las más inocuas hasta las sádicas o pornográficas. El género puede considerarse posmoderno.
Muchos escritores de fanfiction consideran que escribir ficción sobre personas reales es poco ético, y el género se considera algo separado del fanfiction basada en medios audiovisuales, tanto dentro de las comunidades de fans como en disciplinas académicas como los estudios de fandom. Esto no ha impedido que algunos medios tradicionales otorguen legitimidad a dicha ficción en algunos casos: por ejemplo, en 2016 el medio chino Sina World News promocionó una correspondencia escrita hipotética y amistosa entre los atletas de bádminton Lin Dan de China y Lee Chong Wei de Malasia, inmediatamente después de las semifinales de los Juegos Olímpicos de 2016, en las que Lin derrotó a Lee en el apogeo de su rivalidad competitiva. Sin embargo, cuando la «carta» se tradujo al malayo e inglés, fue tergiversada como correspondencia real al difundirse en las redes sociales malayas, lo que el contingente olímpico malayo, incluido el propio Lee, desmintió de inmediato.
Las representaciones de actores en historias de RPF a menudo están fuertemente influenciadas por los personajes que interpretan. Por ejemplo, en RPF basado en El Señor de los Anillos, Viggo Mortensen suele mostrarse asumiendo un rol de liderazgo similar al de Aragorn, Billy Boyd y Dominic Monaghan son bromistas alegres parecidos a los hobbits, y Elijah Wood es físicamente más frágil y emocionalmente más vulnerable que sus colegas.
Una minoría significativa de estas historias adopta la forma de fanfiction de tipo «Mary Sue», que presenta un personaje generalmente (aunque no siempre) femenino, descrito en términos extremadamente idealistas y como una imagen de cumplimiento de deseos del autor. Una Mary Sue puede involucrarse románticamente con un miembro de una banda o actor, unirse al reparto de una película, demostrar tener habilidades superiores de actuación o canto, y/o poseer una belleza increíble.
La ficción sobre políticos a veces se utiliza como una forma de sátira, o para destacar los prejuicios o actitudes subyacentes del político retratado, aunque recientemente ha habido un aumento en el fanfiction más «ordinario» sobre políticos británicos en particular, con un énfasis notable en la ficción slash.

## Historia
La ficción sobre personas reales tiene una larga historia. Las obras históricas de William Shakespeare a veces se consideran ejemplos tempranos de RPF, y las niñas Brontë escribieron RPF desde 1826 hasta aproximadamente 1844. Basada en un juego de rol de las niñas sobre las Guerras Napoleónicas, la serie presentaba al Duque de Wellington y sus dos hijos reales, Charles y Arthur, y su némesis Alexander Percy, parcialmente basado en Napoleón. Con los años, Arthur evolucionó en una figura increíblemente carismática y poderosa, el Duque de Zamorna. Percy se convirtió en un villano trágico, inspirado en parte por la versión de Satanás de John Milton en El paraíso perdido. Estas historias no se publicaron hasta más de cien años después, pero las niñas las usaron para perfeccionar sus habilidades de escritura y todas se convirtieron eventualmente en autoras profesionales.
Durante la década de 1940, la Whitman Publishing Company lanzó ficción autorizada sobre personas reales, posiblemente para impulsar las carreras de las estrellas de Hollywood de esa era. Descritas como «Las historias de misterio y aventura más nuevas y actualizadas para niños y niñas, protagonizadas por tus personajes favoritos», se destacaron varios actores y actrices famosos, incluidos Ginger Rogers, Betty Grable, John Payne, Ann Sheridan, Jane Withers, Bonita Granville, Gene Autry, Deanna Durbin y Ann Rutherford. Las publicaciones de tapa dura tenían sobrecubiertas coloridas con una foto de la celebridad en la portada, y varias ilustraciones del actor o actriz dentro del volumen. Se tomaron libertades con las identidades de las celebridades; por ejemplo, en la historia Ginger Rogers and the Riddle of the Scarlet Cloak, el personaje de «Ginger Rogers» no es una actriz, sino una operadora telefónica que se ve envuelta en un misterio.
La edición original de la serie infantil de crímenes Los tres investigadores se promocionó como Alfred Hitchcock y los tres investigadores, con Hitchcock como mentor de los héroes homónimos.
Visit to a Weird Planet de Jean Lorrah, publicada en Spockanalia 3 (1968), fue una historia ligera en dos partes sobre qué pasaría si un mal funcionamiento del transportador provocara que los personajes de Star Trek se intercambiaran con los actores del siglo XX que los interpretaban. Regina Marvinny, editora de Tricorder Readings, alentó a los fans en la década de 1970 a escribir historias de «qué pasaría si» sobre conocer a Leonard Nimoy. Sin embargo, algunos de los primeros casos conocidos de RPF publicados provienen de 1977, cuando los fanzines de la banda Led Zeppelin comenzaron a imprimir algunas de las historias de fanfiction que se escribían. Debido a que estas historias involucraban a miembros reales de la banda, especialmente Jimmy Page y Robert Plant, los nombres se cambiaron por pseudónimos como «Tris» y «Alex».
A partir de 1984, Elliot Roosevelt escribió una serie de novelas policíacas, presentando a su madre real Eleanor Roosevelt en el papel de una detective que resuelve crímenes, con títulos como Murder and the First Lady, Murder in the Oval Office y Murder in the Lincoln Bedroom.
La ficción sobre personas reales que incluye a músicos se remonta al menos a la década de 1970, cuando la ficción slash sobre bandas, particularmente Led Zeppelin, se volvió popular. Circuló en fanzines en los años 80 y 90 y pasó a internet en los 90.
La comunidad de RPF estuvo, durante un tiempo, centrada en el sitio web FanFiction.Net. Cuando la sección de RPF se eliminó de FanFiction.Net en 2002, la comunidad se dispersó a archivos web más pequeños y comunidades de LiveJournal. El RPF está generalmente ausente de Usenet, especialmente en los grupos de noticias más antiguos y establecidos. Hasta que cerró en 2014, Quizilla fue un sitio web popular para publicar RPF.
El sitio web The Nifty Archive fue un repositorio notable de erótica de boy bands y de celebridades. Otros sitios web relacionados con la música incluyen rockfic.com para RPF sobre estrellas de rock (su historia inaugural fue un ship slash entre James Hetfield y Kirk Hammett de Metallica), y Metal Fic, específicamente para artistas de heavy metal.
Otro sitio web popular para RPF elegido por jóvenes escritores de fanfiction fue Winglin.net o Asianfanfics.com, que se centraban más comúnmente en músicos y actores taiwaneses, coreanos, japoneses, vietnamitas o chinos, como TVXQ, Super Junior, Big Bang, SHINee, EXO, Mike He, S.H.E, y otros.
En 2009, la Organización para Obras Transformativas lanzó el sitio web Archive of Our Own, que incluye categorías para RPF.
Celebridades reales han sido reinventadas comercialmente como detectives ficticios, incluyendo a Angela Merkel y la reina Isabel II.

## Controversia

### Moralidad y legalidad
El primer caso conocido de acción legal tomada como resultado del RPF es de 2003, cuando FanDomination.net recibió una orden de cese y desista de un representante del jugador de béisbol Andy Pettitte.

### Ficción slash sobre personas reales
La ficción slash sobre personas reales (Real person slash o RPS), también conocida en algunos círculos como slash de la vida real (Real-life slash o RLS), incluye relaciones entre personas reales del mismo sexo (véase ficción slash para más detalles sobre las sutilezas y variaciones en la definición). Estas suelen ser fabricaciones completas, no basadas en indicaciones reales de la orientación sexual del sujeto, sino en las fantasías del autor y el deseo de experimentar con un supuesto o inventado subtexto erótico entre los ídolos en cuestión. La ficción slash es aproximadamente igual de popular que los tipos menos controvertidos de ficción sobre personas reales.
El contenido de las historias puede variar desde lo levemente romántico, involucrando amistades profundas y enamoramientos inocentes no correspondidos, hasta historias de amor cuidadosamente escritas, pasando por la erótica explícita.
Debido a la naturaleza potencialmente difamatoria de algunas historias, y el conocimiento o temor de que a algunas celebridades no les guste la ficción slash que las involucra, algunas comunidades de fanfiction denuncian el RPS y no lo permiten en sus sitios web.
Este tipo de RPF también plantea cuestiones de consentimiento y cosificación de personas reales.

### Reacción
En 2008, un hombre fue arrestado en el Reino Unido por escribir y publicar en internet una historia que presentaba a varios miembros de la banda Girls Aloud bajo la Ley de Publicaciones Obscenas. La historia describía el secuestro, violación y asesinato de las mujeres. Posteriormente fue juzgado (el juicio R v Walker) y encontrado inocente, y afirmó que nunca tuvo la intención de asustar o intimidar a los miembros de la banda.